# Шубин, Василий Алексеевич
 Васи́лий Алексеевич Шу́бин  (13 марта 1904 — 23 марта 1964) — командир 1848-го истребительно-противотанкового артиллерийского полка (30-я истребительно-противотанковая артиллерийская бригада, 7-я гвардейская армия, Степной фронт). Гвардии полковник. Герой Советского Союза.

## Биография
Родился 13 марта 1904 года в селе Алешково в крестьянской семье. В 1923 году окончил Богородский кожевенный техникум. Работал старшим диспетчером на шорно-седельной фабрике в городе Богородск. В 1926—1927 годах служил в РККА. В 1927 году окончил курсы комсостава. В 1939 году был призван в армию повторно Богородским РВК Горьковской области. С декабря 1939 года по апрель 1940 года участвовал в советско-финской войне.

#### Великая Отечественная война
С сентября 1941 года воевал на Южном, Юго-Западном, Сталинградском, Воронежском, Степном, 2-м Украинском фронтах.
Отличился в боях за Днепр. Командир полка гвардии майор Шубин вместе с полком прибыл в Новый Орлик и к 02.00 26 сентября 1943 года переправил свой полк вместе с пехотой на остров Глинск-Бородаевский, приняв участие в очищении от немцев острова и деревни Бородаевка. 26 и 27 сентября полк совместно с пехотой отбивал контратаки противника в деревне Бородаевка и на острове. С 28 сентября полк Шубина оборонял деревню Бородаевка и в дальнейшем с артиллерией 81-й гвардейской стрелковой дивизии оборонял правобережный плацдарм реки Днепр. За время боёв на правом берегу Днепра полк гвардии майора Шубина уничтожил несколько немецких танков, 4 мотоцикла и до 400 гитлеровцев.
Указом Президиума Верховного Совета СССР от 26 октября 1943 года за успешное форсирование реки Днепр, прочное закрепление и расширение плацдарма на правом берегу реки Днепр и проявленные при этом отвагу и геройство гвардии майору Шубину Василию Алексеевичу присвоено звание Героя Советского Союза с вручением ордена Ленина и медали «Золотая Звезда».

#### Послевоенное время
В 1948 году окончил курсы усовершенствования офицерского состава. С 1956 года полковник Шубин — в запасе. Жил и работал в городе Загорске. Умер 23 марта 1964 года. Похоронен в Сергиевом Посаде.

## Награды
- Медаль «Золотая Звезда» (26.10.1943)[2][3];
- орден Ленина (26.10.1943);
- орден Красного Знамени (07.06.1945)[5];
- орден Отечественной войны 1-й степени (17.09.1944)[6];
- три ордена Красной Звезды (03.02.1943[7]; 12.09.1943[8]; ?);
- медаль «За оборону Сталинграда»;
- другие медали.

## Память
- В городе Богородск на Аллее Героев установлен бюст Героя.
- На здании Богородского кожевенного техникума (улица Свердлова, 3) установлена мемориальная доска.
- В селе Алешково Богородского района на доме, где родился и жил В. Шубин, установлена мемориальная доска.
- В городе Сергиев Посад, где он жил, в честь героя названа одна из улиц.[источник не указан 1597 дней]